# NGC 4100
NGC 4100 (другие обозначения — UGC 7095, MCG 8-22-68, ZWG 243.44, IRAS12036+4951, PGC 38370) — спиральная галактика в созвездии Большой Медведицы. Открыта Уильямом Гершелем в 1788 году.
Хотя галактика сильно наклонена к картинной плоскости — более чем на 70 градусов, в ней отчётливо наблюдается ядерное кольцо. Светимость галактики составляет 2,1⋅1010 L⊙, расстояние — 22 Мпк. Кривая вращения галактики убывает во внешних областях сильнее, чем предсказывается моделями MOND, но может быть объяснена при наличии значительного внешнего гравитационного поля.
Галактика NGC 4100 входит в состав группы галактик M109. Помимо NGC 4100 в группу также входят ещё 42 галактики.
Этот объект входит в число перечисленных в оригинальной редакции «Нового общего каталога».